# Ponta Temerosa
Ponta Temerosa – przylądek w Republice Zielonego Przylądka, na wyspie Santiago, jest najbardziej wysuniętym na południe miejscem na wyspie. Umiejscowiony jest w południowej części Prai. Na przylądku ulokowana jest latarnia morska Dona Maria Pia.